# Јабланица (притока Лужнице)
Река Јабланица је река у југоисточном делу Србије у општини Бабушница. Речица је дужине око 10 km. Извире у подножју села Богдановца, на обронцима Суве планине. Улива се у реку Лужницу  у атару села Мезграја. Протиче поред насеља Мало Боњинце и Модра Стена.